# 1622 Chacornac
Chacornac (asteróide 1622) é um asteróide da cintura principal, a 1,8698719 UA. Possui uma excentricidade de 0,1631066 e um período orbital de 1 219,83 dias (3,34 anos).
Chacornac tem uma velocidade orbital média de 19,92608116 km/s e uma inclinação de 6,45973º.
Esse asteróide foi descoberto em 15 de Março de 1952 por Alfred Schmitt.
O seu nome é uma homenagem ao astrônomo francês Jean Chacornac.